# Бријено
Бријено (итал. Brienno) је насеље у Италији у округу Комо, региону Ломбардија.
Према процени из 2011. у насељу је живело 402 становника. Насеље се налази на надморској висини од 213 м.

## Становништво
| 1931. | 1936. | 1951. | 1961. | 1971. | 1981. | 1991. | 2001. | 2011. |
| ----- | ----- | ----- | ----- | ----- | ----- | ----- | ----- | ----- |
| 478   | 428   | 462   | 491   | 453   | 403   | 423   | 425   | 402   |